# 陈锡生
陈锡生（1934年8月13日—2025年5月23日），男，生于江苏无锡，祖籍江苏泰州，中国程控交换技术专家，中国通信学会会士，中国农工民主党中央委员会原常务委员，第七、八、九届全国人大代表。